# Aldersundet
Aldersundet este o localitate din comuna Lurøy, provincia Nordland, Norvegia.